# デンドロビウム・セクンドゥム
デンドロビウム・セクンドゥム Dendrobium secundum (Blume) Lindl. はセッコク属のラン科植物の1つ。赤紫の細長い花を花軸沿いに密集してつける。

## 特徴
多年生の着生植物。茎は高さが25cmから1mにも達する。その径は約1.8cm、紡錘形で先端と基部の両方が細くなっており、また表面には縦に溝が走る。茎は丈夫でやや斜めに立つ。葉は革質で披針形をしており、長さは6～10cm、幅は3～6cm。
開花期は春から夏にかけて、花茎は葉の落ちた茎の上の方の節から生じ、長さは12cm程になる。花茎には多数の花を片方に偏って密生する。花は弁が大きくは開かず、やや管状になっている。その長さは1.8cm、径は0.6cm。花は蝋質で、萼片と側萼片は紫紅色で、唇弁も同色ながらその先端部分が橙黄色を帯びる。

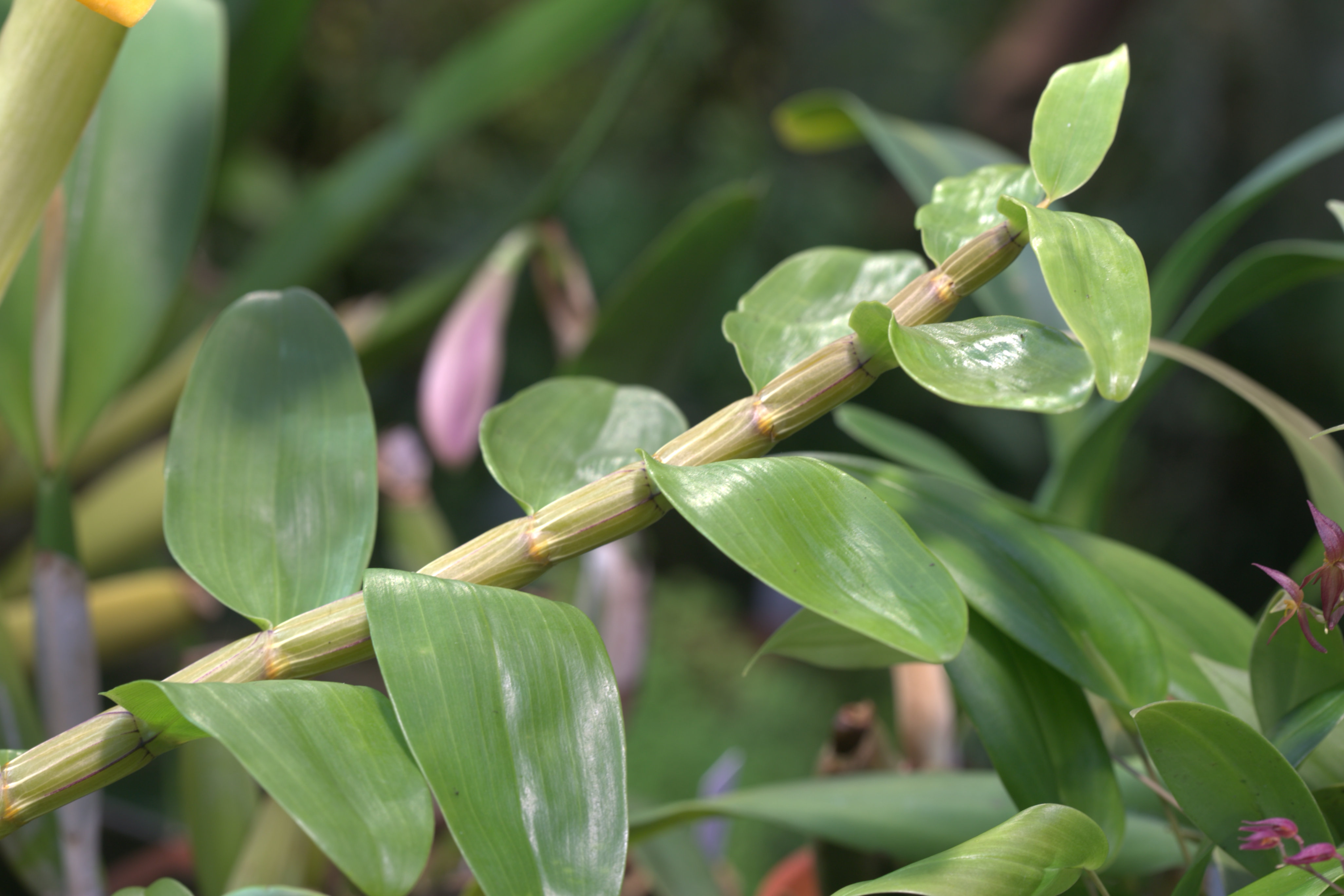
葉の着いた茎
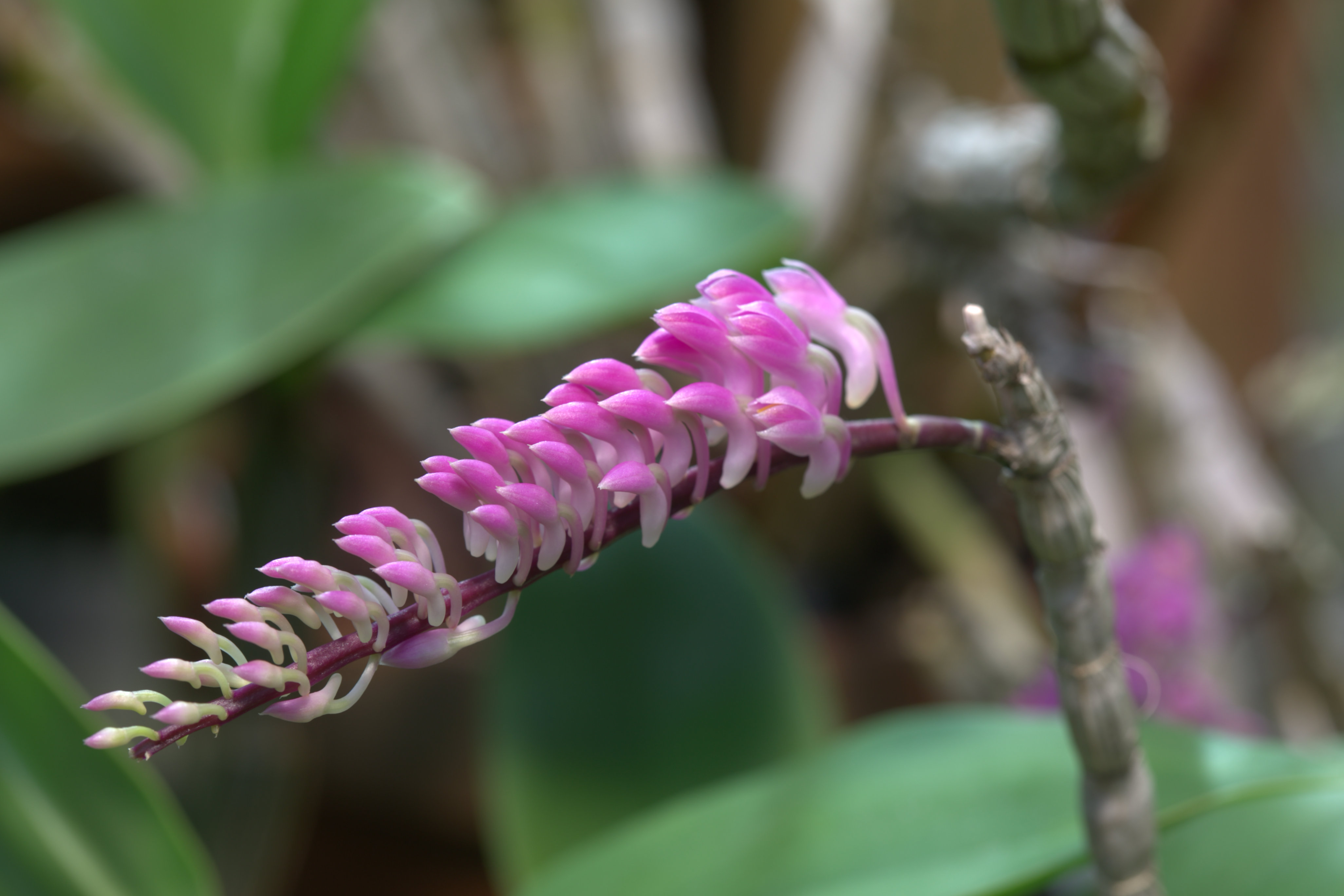
開花前の花序を側面から

## 分布と生育環境
ミャンマーからインドシナ、スマトラ、フィリピンに分布する。
海抜0m～1000mの地域に生育する。

## 利用
洋ランの1つとして栽培される。高温を保てる温室があった方がよく、性質はやや扱いにくいとも。